# Bill Tilden
Pour les articles homonymes, voir Tilden.
William Tatem « Bill » Tilden II, né à Philadelphie le 10 février 1893 et mort le 5 juin 1953, est un joueur de tennis américain dont la carrière s'étend de 1918 à 1953.
Il a remporté vingt-et-un titres du Grand Chelem en simple, double et double mixte, dont le record de seize titres aux US Championships. Tilden détient, avec Richard Sears et William Larned, le record absolu en simple messieurs dans cette même compétition, qu'il a remportée à sept reprises, dont six titres remportés consécutivement entre 1920 et 1925.
Avec 138 titres en simple connus à ce jour, dont quatorze majeurs, incluant dix tournois du Grand Chelem et quatre titres du Grand Chelem professionnel, il détient le plus grand palmarès de l'ère pré-Open.
Bill Tilden fut désigné no 1 mondial pendant la première moitié des années 1920. Grand et mince, il était connu sous le nom de « Big Bill ».
Perçu comme l'une des plus grandes figures de l'histoire du tennis masculin, il est intronisé au International Tennis Hall of Fame en 1959 .

## Biographie

### L’importance de Tilden au tennis
Tilden était un champion des années 1920 et 1930 qui occupe une place considérable dans l'histoire du tennis. Il était aussi peut-être la personne la plus paradoxale dans l'histoire de n'importe quel sport : un homosexuel ayant changé presque tout seul l'image du tennis, qui de sport efféminé de « country club », joué exclusivement par des gens blancs et riches, habillés de longs pantalons blancs ou de jupes jusqu'à la cheville, est devenu un sport important joué par des athlètes robustes et masculins.
L'image efféminée du tennis des messieurs pendant cette époque était si répandue que dans un film de W. C. Fields le comédien a observé au sujet de deux frères  : « L'un est un joueur de tennis; l'autre est un mec assez viril. »

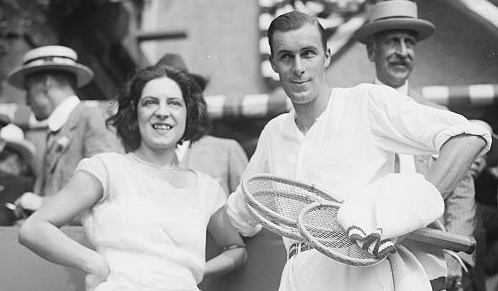
Suzanne Lenglen (1899-1938) et Bill Tilden (1893-1953)

Dans les « Roaring Twenties », la décennie américaine follement dévouée aux sports, Tilden était l'un des cinq personnages dominants, avec le baseballeur Babe Ruth, le footballeur Red Grange, le golfeur Bobby Jones, et le boxeur Jack Dempsey. Cependant, par la suite, sa carrière illustre fut ternie par des arrestations et des condamnations pour racolage de garçons mineurs.

### Sa grandeur comme joueur
Sauf une période prolongée dans les années 1950 quand Pancho Gonzales a complètement régné sur le circuit professionnel messieurs, on n'a jamais connu une seule ère, en tennis, qui soit plus dominée par un seul joueur. Entre 1920 et 1925 Tilden n'a jamais perdu une rencontre au sommet (bien que William Johnston l'ait battu 3 fois sur 4 en 1922), surtout dans les rencontres de Coupe Davis, épreuve qui était à l'époque la plus importante de toutes, et de loin. Parmi ses maints accomplissements, il a remporté le championnat américain six fois de suite et sept fois en tout. Et de 1920 à 1926 il a mené les États-Unis à la victoire sept fois de suite dans la coupe Davis, un record toujours inégalé.
Unique parmi les champions de tennis, Tilden n'est devenu un grand joueur qu'à l'âge relativement avancé de 27 ans. Avant 1920, il a gagné quelques titres nationaux de double mais a perdu face à Lindley Murray et « Little Bill » Johnston dans les championnats de simples en 1918 et 1919. Pendant l'hiver de 1919-1920, il s'isole dans le Rhode Island, où, sur un terrain de tennis à l'intérieur, il s'entraîne à refaire son revers relativement inefficace. C'était tout ce qu'il fallait. Il réapparaît dans l'été de 1920 avec une nouvelle prise et un nouveau revers puissant, et dominera le tennis mondial pendant le reste de la décennie. Il remporte enfin son premier tournoi du Grand Chelem à Wimbledon en 1920. Il fait partie des trois joueurs de l'histoire du tennis qui ont dû jouer 8 matchs (en 3 sets gagnants) au lieu de 7 (voire moins) pour remporter un tournoi du Grand Chelem.
Parcours à Wimbledon en 1920 :

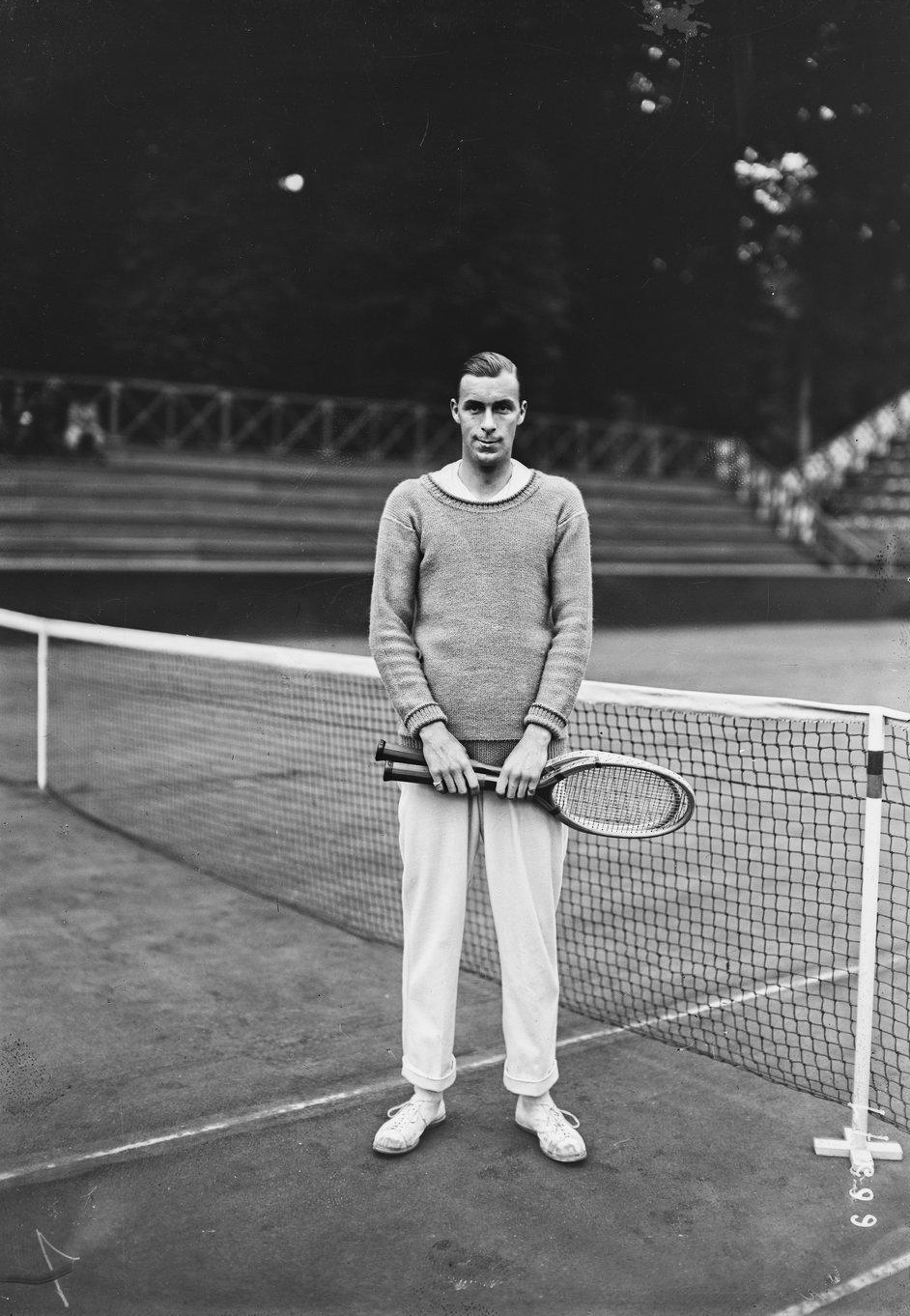
Bill Tilden en 1921

- 1er tour H.R. Fussell (6-3, 6-2, 6-1)
- 2e tour Stanley Franklin (6-1, 6-1, 6-0)
- 3e tour James Cecil Parke (6-3, 6-2, 6-4)
- 4e tour Algernon Kingscote (6-3, 5-7, 6-4, 5-7, 6-3)
- Quart de finale Randolph Lycett (7-5, 4-6, 6-4, 7-5)
- Demi-finale Charles Garland (6-4, 8-6, 6-2)
- Finale Zenzo Shimizu (6-4, 6-4, 13-11)
- Challenge round Gerald Patterson (2-6, 6-3, 6-2, 6-4)

Grand, maigre, et dégingandé, avec des bras très longs, des mains énormes et des épaules exceptionnellement larges, Tilden possédait ce qu'on appelait à l'époque un service « boulet de canon » ("canon balls"). Bien qu'il pût servir des aces presque à volonté, il avait peu d'intérêt à monter au filet suivant son service. La plupart du temps, il employait des services coupés ou travaillés, gardant sa célèbre balle de canon pour les moments critiques du match.
Faits peu connus à l'époque : au milieu des années 1920 le bout du majeur de sa main qui tenait la raquette s'est infecté et Tilden a dû subir une amputation. Il avait aussi un problème chronique de genou qui l'a gêné sérieusement de temps en temps. Ces détails furent cachés au public, et du reste ne semblaient pas faire obstacle à sa longue suite de victoires.
Malgré son service puissant, Tilden a préféré jouer du fond du court, où il a ébloui ses adversaires avec ses tactiques toujours changeantes: un mélange de ruse, de coups chopés et travaillés, de lobs et de drops, puis soudainement un coup puissant profondément aux coins. Il pouvait taper des balles superbement orientées sur des renvois quasiment impossibles et il n'aimait rien tant qu'un adversaire qui faisait de grands services et attaquait au filet – par un moyen ou un autre, Tilden trouvait une façon de le croiser.
En 1941, à l'âge de 48 ans, Bill Tilden a fait le tour des États-Unis en disputant une série de matchs avec Don Budge, qui à ce moment-là était incontestablement le meilleur joueur du monde. Ray Bowers pense que Budge battit Tilden probablement 46-7 plus une égalité (Joe McCauley propose 51-7), avec 49 matchs certifiés et donnant 43-5 plus une égalité. Parmi tous les autres joueurs de tennis, seul Pancho Gonzales et Ken Rosewall ont été capables de soutenir un tel niveau après leur quarantaine.
Bien que le cliché de Tilden exécutant son smash démontre une puissance, une forme, et un jeu de jambes classiques, certains contemporains considéraient que le smash était la seule faiblesse de son jeu. Des commentateurs ultérieurs croyaient qu'un joueur des années 1960 comme Ken Rosewall, par exemple, aurait pu exploiter cette faiblesse par l'emploi adroit de lobs offensifs.

### Tilden l’intellectuel
Tilden a peut-être passé plus de temps à analyser le tennis que n'importe qui avant ou après lui. Il était l'auteur de deux livres sur le sport, The Art of Lawn Tennis et Match Play and the Spin of the Ball, ce dernier toujours disponible. Au-delà de ses grands dons physiques, c'était un joueur extrêmement cérébral, un maître de stratégie et de tactiques, apte à s'adapter au style de son adversaire et à retourner ses forces contre lui. Il était aussi célèbre pour son art de la mise en scène, qui parfois a versé dans ce que ses concurrents auraient pu appeler le gamesmanship (utilisation de méthodes douteuses, mais pas illégales, afin de gagner un jeu). Il a toujours essayé d'en donner aux spectateurs pour leur argent et il fut souvent écrit, mais jamais confirmé par Tilden lui-même, qu'il perdait intentionnellement les premières manches d'un match afin de prolonger la bataille et de rendre le jeu plus intéressant pour lui et pour la tribune. (Ce sera confirmé en 1963 par William Lufler, qui a joué sur le circuit professionnel avec Tilden durant quelques années et qui soutint que Tilden avait souvent cédé les premières manches.) Malgré son comportement un peu pittoresque, il plaçait l'esprit sportif au-dessus de tous les autres aspects du jeu, y compris le score final ; il pouvait céder avec empressement un point à son adversaire s'il croyait que le juge le lui avait attribué à tort.
Tilden, véritable génie de la mise en scène sur le terrain, était aussi cabotin dans un sens plus large. Il fut ainsi l'auteur de plusieurs nouvelles et romans médiocres dont les héros étaient des joueurs de tennis mal compris mais très fair-play ; il rêvait aussi d'être une vedette à Broadway et à Hollywood. Beaucoup de son temps hors du court – ainsi que son argent – était dévoué à ces préoccupations, bien que finalement cela l'ait mené à un échec.

### Tilden le professionnel
À la fin des années 1920, les Quatre Mousquetaires ravirent finalement la coupe Davis à Tilden et aux États-Unis, et stoppèrent sa domination à Wimbledon et à Forest Hills. Après ces défaites, Tilden se brouilla avec les directeurs de l'United States Lawn Tennis Association à propos de ses revenus de journaliste, dérivés d'articles sur le tennis. Il gagna son dernier championnat majeur à Wimbledon en 1930 à l'âge de 37 ans, mais il ne pouvait plus remporter des titres à volonté. Issu d'un milieu relativement aisé, Bill Tilden n'a jamais travaillé de sa vie mais parvenait tout de même à vivre du tennis tout en restant amateur. En 1931, en manque d'argent, il se déclara professionnel et créa un circuit appelé Tilden Tennis Tours. Il mit en place une troupe de joueurs parmi lesquels ses amis Vincent Richards et Francis Hunter, ainsi que les professeurs Karel Koželuh, Hans Nüsslein et Albert Burke. Durant les quinze ans qui suivirent, il parcourut les États-Unis et l'Europe pour une série de représentations uniques, Tilden restant celui que le public payait pour voir jouer. Malgré la présence de grands champions tels qu'Ellsworth Vines, Fred Perry et Donald Budge, c'était lui qui assurait les recettes du guichet – et qui pouvait toujours se défendre contre ses adversaires beaucoup plus jeunes pour une première manche ou, de temps en temps, durant un match entier. En 1934 Tilden pense avoir atteint l'apogée de son potentiel tennistique à l'âge de… 41 ans. Malgré tout il ne put dominer le roi des professionnels de l'époque, Ellsworth Vines. Les deux joueurs se rencontrèrent au moins 60 fois en 1934, Tilden remportant environ 19 matchs contre 41 pour Vines (l'American Lawn Tennis signale qu'au 17 mai, à la fin des deux tournées professionnelles opposant les deux joueurs, Vines avait gagné 19 matchs de plus que Tilden depuis le début de l'année (sur un peu plus de 50 matchs), il est donc possible que Vines ait mené 35-16 au 17 mai, puis que les deux joueurs se soient rencontrés au moins 6 fois le reste de l'année – Ray Bowers a listé 5 matchs de tournois et 1 match de tournée, tous perdus par Tilden.) En 1945, à 52 ans, Tilden et Vinnie Richards, son partenaire de tennis depuis longtemps, remportent les championnats de double messieurs professionnel – 27 ans plus tôt, en 1918, ils avaient gagné le titre amateur des États-Unis. Au début des années 1930, il fut l'entraîneur de Cilly Aussem, avec qui il remporta le Roland-Garros en 1930 en double mixte.

### Sa place dans l’histoire
Pendant à peu près 35 ans, de 1920 à 1955, Tilden fut généralement considéré comme le plus grand joueur qui ait jamais vécu, ses seuls concurrents étant Vines et Budge. Au milieu des années 1950, beaucoup d'observateurs commencèrent à attribuer cette distinction à Pancho Gonzales. L'avis du public se porte à présent sur les champions de l'ère Open, passant d'abord à Rod Laver, puis à Björn Borg, John McEnroe, Pete Sampras, et maintenant à Roger Federer.
Tilden, qui fut un des athlètes les plus célèbres du monde durant de longues d'années, est aujourd'hui quelque peu oublié malgré son ancien renom. Pendant sa vie, cependant, c'était un caractère flamboyant très connu du public, comédien de théâtre et de cinéma autant que joueur de tennis. Il fut par ailleurs arrêté deux fois pour écart de conduite sexuelle avec des garçons adolescents, à la fin des années 1940, et fut incarcéré par deux fois dans une prison près de Los Angeles. En 1950, malgré ce passé trouble qui le tenait désormais éloigné du monde du tennis, un scrutin organisé par l'Associated Press l'élut plus grand joueur de tennis du demi-siècle, avec une marge plus importante que pour n'importe quel autre athlète d'un autre sport.

### Sa vie personnelle
Né dans la richesse, Tilden perdit sa mère à moitié invalide quand il avait 15 ans et, bien que son père fût toujours vivant et possédât une grande maison avec beaucoup de personnel domestique, il fut envoyé chez une tante. À l'âge de 20 ans, il sera apparemment profondément marqué par la mort de son père et essaiera durant toute sa vie d'adulte de créer une relation père-fils avec une longue succession de ramasseurs de balles ou de jeunes protégés joueurs de tennis, dont Vinnie Richards fut le plus notable. Malgré ses voyages autour du monde, Tilden vécut chez sa tante jusqu'à l'âge de 48 ans. Il n'eut aucune relation sexuelle avec des femmes, et apparemment très peu de rencontres sexuelles avec des hommes avant d'entrer dans la quarantaine où, de plus en plus efféminé, il bénéficia de l'atmosphère plus ouverte de l'Europe des années 1930.
Même si Tilden ne buvait guère, il fumait beaucoup et dédaignait ce qui est aujourd'hui considéré, pour un athlète, comme un mode de vie salubre. Pendant la plus grande partie de sa vie, son régime consista en trois énormes repas par jour à base de biftecks et de pommes de terre, avec, semble-t-il, une côtelette d'agneau de temps en temps.

### Son temps en prison pour des infractions sexuelles
Tilden fut arrêté pour la première fois le 23 novembre 1946 sur le Sunset Boulevard à Los Angeles, alors qu'il avait la main dans le pantalon d'un adolescent, un prostitué qu'il avait sollicité. On aurait pu lui imputer un crime (« comportement impudique et lascif avec un mineur »), mais il s'en tira avec un délit (« contribution à la délinquance d'un mineur »). Il fut condamné à un an de prison, dont il ne purgea cependant que sept mois et demi.
Il fut arrêté une deuxième fois le 28 janvier 1949, ayant pris dans sa voiture un auto-stoppeur de 16 ans à qui il avait fait des avances. Cette fois encore la nouvelle accusation aurait pu être traitée comme un crime, mais le juge le condamna seulement pour une violation de sa mise en liberté sous surveillance, avec confusion avec la nouvelle peine pour infraction sexuelle. Il purgea dix mois.
Apparemment, après chaque arrestation, Tilden croyait sincèrement que son nom illustre et son amitié avec des célébrités hollywoodiennes telles que Charlie Chaplin, seraient suffisants et lui éviteraient de se défendre vigoureusement contre les inculpations. En conséquence, il a traité les deux inculpations comme affaires de peu d'importance[réf. nécessaire].
Après sa libération, Tilden fut petit à petit exclu du milieu tennistique. La plupart des clubs de tennis lui interdirent de donner des leçons, et il eut moins d'élèves sur les courts publics.

### Sa mort
Bien que Tilden soit né riche et ait gagné des sommes importantes pendant sa longue carrière, surtout dans les premières années du circuit professionnel, il les a dépensées d'une manière inconsidérée, notamment à Broadway pour les spectacles qu'il écrivait et produisait, et où il tenait la vedette. Désargenté, il mourut à 60 ans, d'une crise cardiaque, le 5 juin 1953 à Los Angeles. Ses valises étaient prêtes pour son départ pour le US Pro Championship à Cleveland, Ohio.
Tilden est membre de l'International Tennis Hall of Fame depuis 1959.

## Palmarès en Grand Chelem en Simple
Notes : (Abréviation concernant les surfaces : Tb : Terre battue, He : Herbe, D : Dur, D (i) : Dur indoor, M: Moquette, B : Bois)

### Victoires (10)
| Année | Date                | Nom et lieu du tournoi          | Surface | Finaliste        | Score                    |
| ----- | ------------------- | ------------------------------- | ------- | ---------------- | ------------------------ |
| 1920  | 23 juin-3 juillet   | Wimbledon                       | He      | Gerald Patterson | 2-6, 6-2, 6-3, 6-4       |
| 1920  | 13-19 septembre     | US Championships (Philadelphie) | He      | William Johnston | 6-1, 1-6, 7-5, 5-7, 6-3  |
| 1921  | 20 juin-2 juillet   | Wimbledon                       | He      | Brian Norton     | 4-6, 2-6, 6-1, 6-0, 7-5  |
| 1921  | 9-19 septembre      | US Championships (Philadelphie) | He      | William Johnston | 6-1, 6-3, 6-1            |
| 1922  | 8-16 septembre      | US Championships (Philadelphie) | He      | William Johnston | 4-6, 3-6, 6-2, 6-3, 6-4  |
| 1923  | 10-16 septembre     | US Championships (Philadelphie) | He      | William Johnston | 6-4, 6-1, 6-4            |
| 1924  | 25 août-3 septembre | US Championships (Forest Hills) | He      | William Johnston | 6-1, 9-7, 6-2            |
| 1925  | 14-20 septembre     | US Championships (Forest Hills) | He      | William Johnston | 4-6, 11-9, 6-3, 4-6, 6-3 |
| 1929  | 7-15 septembre      | US Championships (Forest Hills) | He      | Francis Hunter   | 3-6, 6-3, 4-6, 6-2, 6-4  |
| 1930  | 22 juin-4 juillet   | Wimbledon                       | He      | Wilmer Allison   | 6-3, 9-7, 6-4            |

### Finales (5)
| Année | Date                | Nom et lieu du tournoi             | Surface | Vainqueur        | Score                    |
| ----- | ------------------- | ---------------------------------- | ------- | ---------------- | ------------------------ |
| 1918  | 27 août-4 septembre | US Championships (Forest Hills)    | He      | Lindley Murray   | 6-3, 6-1, 7-5            |
| 1919  | 27 août-5 septembre | US Championships (Philadelphie)    | He      | William Johnston | 6-4, 6-4, 6-3            |
| 1927  | 27 mai-4 juin       | Roland-Garros French Championships | Tb      | René Lacoste     | 6-4, 4-6, 5-7, 6-3, 11-9 |
| 1927  | 12-17 septembre     | US Championships (Forest Hills)    | He      | René Lacoste     | 11-9, 6-3, 11-9          |
| 1930  | 15 mai-1er juin     | Roland-Garros French Championships | Tb      | Henri Cochet     | 3-6, 8-6, 6-3, 6-1       |

## Autres résultats sur les tournois du Grand Chelem

### Wimbledon
- Double : vainqueur en 1927

### US Championships
- Double : 1918, 1921, 1922, 1923, 1927
- Double (finaliste) : 1919, 1926
- Double mixte : 1913, 1914, 1922, 1923
- Double mixte (finaliste) : 1916, 1917, 1919, 1921, 1924

### Roland-Garros
- Double mixte : 1930
- Simple : (Demi-finaliste):1929

### Titres de Bill Tilden en Simple (1918-1939) (130 au moins)
- (voir Records de titres au tennis pour les joueurs les plus titrés de l'histoire)

### Titres amateurs (1918-1930): 115
|     | Année | Date        | Nom et lieu du tournoi                                 | Surface | Adversaire en Finale    | Score                    |
| --- | ----- | ----------- | ------------------------------------------------------ | ------- | ----------------------- | ------------------------ |
| 1   | 1918  | 19 mai      | New York Harlem Tennis Club (États-Unis)               | B ?     | Henry Bassford          | 6-2, 7-5, 6-0            |
| 2   | 1918  | 10 juin     | New York Bronxville Championships (États-Unis)         | ?       | S.Howard Voshell        | ?                        |
| 3   | 1918  | 15 juin     | Philadelphie Pennsylvania Grass Court (États-Unis)     | He      | Wallace F. Johnson      | ?                        |
| 4   | 1918  | 6 juillet   | Chicago U.S. Clay Court (États-Unis)                   | Tb      | Charles Garland         | 6-4, 6-4, 3-6, 6-2       |
| 5   | 1918  | 24 août     | Southampton Meadow Club (États-Unis)                   | He      | Theodore Pell           | 6-4, 6-2, 6-4            |
| 6   | 1919  | 1ermars     | Philadelphie Middle States Indoor (États-Unis)         | B ?     | Vincent Richards        | 4-6, 6-3, 5-7, 6-2, 7-5  |
| 7   | 1919  | 12 avril    | Pinehurst North & South Tournament (États-Unis)        | ?       | Ichiya Kumagae          | ?                        |
| 8   | 1919  | 19 mai      | New York Harlem Tennis Club (États-Unis)               | ?       | Ichiya Kumagae          | 6-4, 6-4, 6-4            |
| 9   | 1919  | 1erjuin     | Plymouth Pennsylvania Cup (États-Unis)                 | He      | Wallace F. Johnson      | ?                        |
| 10  | 1919  | 18 juin     | Philadelphie Pennsylvania Grass Court (États-Unis)     | He      | Wallace F. Johnson      | ?                        |
| 11  | 1919  | 28 juin     | Wilmington Delaware Championships (États-Unis)         | ?       | Richard Norris Williams | ?                        |
| 12  | 1919  | 10 juillet  | Philadelphie Western Pennsylvania (États-Unis)         | Tb      | Vincent Richards        | ?                        |
| 13  | 1919  | 1eraoût     | Seabright Invitational (États-Unis)                    | He ?    | Leonard Beekman         | 6-3, 3-6, 6-2, 6-1       |
| 14  | 1919  | 9 août      | Newport Casino Trophy (États-Unis)                     | He      | William Johnston        | 7-5, 8-6, 6-1            |
| 15  | 1920  | 28 mars     | New York U.S. Indoor Championships (États-Unis)        | B ?     | Vincent Richards        | 10-8, 6-3, 6-1           |
| 16  | 1920  | 14 avril    | Pinehurst North & South Tournament (États-Unis)        | ?       | S.Howard Voshell        | 6-4, 11-13, 6-3, 6-4     |
| 17  | 1920  | 23 juin     | Wimbledon (Angleterre)                                 | He      | Gerald Patterson        | 2-6, 6-2, 6-3, 6-4       |
| 18  | 1920  | juillet     | Edgbaston Midland Counties (Angleterre)                | ?       | ?                       | ?                        |
| 19  | 1920  | 18 sep.     | US Championships (Philadelphie) (États-Unis)           | He      | William Johnston        | 6-1, 1-6, 7-5, 5-7, 6-3  |
| 20  | 1920  | décembre    | Auckland N.Z. Championships (Nouvelle-Zélande)         | He      | ?                       | ?                        |
| 21  | 1921  | 7 avril     | Philadelphie Pennsylvania Invitational (États-Unis)    | ?       | Vincent Richards        | ?                        |
| 22  | 1921  | 5 juin      | Paris World Hard Court Championships (France)          | Tb      | Jean Washer             | 6-3, 6-3, 6-3            |
| 23  | 1921  | 2 juillet   | Wimbledon (Angleterre)                                 | He      | Brian Norton            | 4-6, 2-6, 6-1, 6-0, 7-5  |
| 24  | 1921  | 19 sep.     | US Championships (Philadelphie) (États-Unis)           | He      | Wallace F. Johnson      | 6-1, 6-3, 6-1            |
| 25  | 1922  | 24 mai      | Philadelphie Philadelphia Districts (États-Unis)       | ?       | Wallace F. Johnson      | 2-6, 2-6, 6-4, 6-2, 6-3  |
| 26  | 1922  | 5 juin      | Philadelphie Eastern Pennsylvania (États-Unis)         | Tb      | Phil Bettens            | 6-4, 5-7, 6-0, 6-0       |
| 27  | 1922  | 19 juin     | Providence Rhode Island Clay Court (États-Unis)        | Tb      | Arnold Jones            | 7-5, 6-4, 6-0            |
| 28  | 1922  | 26 juin     | Skokie Illinois State Championships (États-Unis)       | ?       | Walter T. Hayes         | 6-3, 6-3, 6-3            |
| 29  | 1922  | 10 juillet  | Indianapolis U.S. Clay Court (États-Unis)              | Tb      | Zenzo Shimizu           | 7-5, 6-3, 6-1            |
| 30  | 1922  | 15 juillet  | Providence Rhode Island State (États-Unis)             | Tb      | Vincent Richards        | 6-3, 6-1, 6-0            |
| 31  | 1922  | 23 juillet  | Brookline Longwood Bowl (États-Unis)                   | He      | Richard Norris Williams | 6-1, 8-6, 5-7, 6-0       |
| 32  | 1922  | 16 sep.     | US Championships (Philadelphie) (États-Unis)           | He      | William Johnston        | 4-6, 3-6, 6-2, 6-3, 6-4  |
| 33  | 1923  | 12 février  | Buffalo Indoor Championships (États-Unis)              | B ?     | Vincent Richards        | ?                        |
| 34  | 1923  | 31 mai      | Philadelphie City Championships (États-Unis)           | ?       | Wallace F. Johnson      | ?                        |
| 35  | 1923  | 2 juin      | Philadelphie Eastern Pennsylvania (États-Unis)         | Tb      | Manuel Alonso           | 1-6, 4-6, 6-4, 6-2, 6-3  |
| 36  | 1923  | 17 juin     | Hartford New England Championships (États-Unis)        | He ?    | Manuel Alonso           | 7-5, 7-5, 6-8, 6-3       |
| 37  | 1923  | 24 juin     | Buffalo Great Lakes Championships (États-Unis)         | ?       | Manuel Alonso           | 3 sets à 0               |
| 38  | 1923  | 17 juillet  | Chicago U.S. Clay Court (États-Unis)                   | Tb      | Manuel Alonso           | 6-2, 6-8, 6-1, 7-5       |
| 39  | 1923  | 29 juillet  | Los Angeles Southern California (États-Unis)           | D ?     | Manuel Alonso           | 9-7, 6-4, 6-2            |
| 40  | 1923  | 16 sep.     | US Championships (Philadelphie) (États-Unis)           | He      | William Johnston        | 6-4, 6-1, 6-4            |
| 41  | 1924  | 6 avril     | Augusta South Atlantic Championships (États-Unis)      | ?       | Lawrence Rice           | 6-1, 6-3, 6-4            |
| 42  | 1924  | 3 mai       | Philadelphie Middle States Clay Court (États-Unis)     | Tb      | Manuel Alonso           | 3-6, 6-2, 5-7, 6-4, 6-4  |
| 43  | 1924  | 2 juin      | Mountain Station New Jersey Orange Club (États-Unis)   | He      | Dean Mathey             | 4-6, 7-5, 3-6, 6-0, 6-2  |
| 44  | 1924  | 6 juin      | Providence Rhode Island State (États-Unis)             | Tb      | Nathaniel Niles         | 6-0, 6-4, 6-1            |
| 45  | 1924  | 14 juin     | Hartford New England Championships (États-Unis)        | ?       | Nathaniel Niles         | 6-3, 6-1, 6-2            |
| 46  | 1924  | 20 juin     | Buffalo Great Lakes Championships (États-Unis)         | ?       | Alfred Chapin           | 3-6, 7-5, 6-1, 4-6, 8-6  |
| 47  | 1924  | 6 juillet   | Indianapolis Western Championships (États-Unis)        | Tb      | John Hennessey          | 6-2, 6-1, 6-2            |
| 48  | 1924  | 14 juillet  | Saint-Louis U.S. Clay Court (États-Unis)               | Tb      | Harvey Snodgrass        | 6-2, 6-1, 6-1            |
| 49  | 1924  | 21 juillet  | Glencoe Illinois State Championships (États-Unis)      | ?       | Robert Kinsey           | 6-1, 0-6, 6-4, 6-3       |
| 50  | 1924  | 8 août      | Los Angeles Southern California (États-Unis)           | ?       | Alfred Chapin           | ?                        |
| 51  | 1924  | 3 septembre | US Championships (Forest Hills) (États-Unis)           | He      | William Johnston        | 6-1, 9-7, 6-2            |
| 52  | 1925  | 14 février  | Brooklyn Heights Casino Indoor (États-Unis)            | B ?     | Dean Mathey             | 6-2, 6-1, 6-8, 7-5       |
| 53  | 1925  | 23 février  | Buffalo Indoor Championships (États-Unis)              | B ?     | Lawrence Rice           | 6-0, 6-4, 6-2            |
| 54  | 1925  | 16 mars     | Palm Beach Florida Championships (États-Unis)          | ?       | Manuel Alonso           | 6-3, 7-9, 6-1, 6-4       |
| 55  | 1925  | 21 mars     | Jacksonville Southeastern Championships (États-Unis)   | ?       | Vincent Richards        | 7-5, 6-1, 6-4            |
| 56  | 1925  | 25 avril    | White Sulphur Springs Invitational (États-Unis)        | ?       | Francis Hunter          | 6-1, 6-2, 6-3            |
| 57  | 1925  | 22 mai      | Philadelphie Pennsylvania & Middle States (États-Unis) | ?       | Richard Norris Williams | 0-6, 6-2, 6-4, 1-6, 6-4  |
| 58  | 1925  | 13 juin     | Hartford New England Championships (États-Unis)        | ?       | Manuel Alonso           | 6-4, 6-4, 6-1            |
| 59  | 1925  | 21 juin     | New York Metropolitan Clay Court (États-Unis)          | Tb      | Vincent Richards        | 6-3, 6-3, 6-4            |
| 60  | 1925  | 27 juin     | New Rochelle Eastern New York (États-Unis)             | Tb      | Vincent Richards        | ?                        |
| 61  | 1925  | 4 juillet   | Glen Cove Nassau Bowl (États-Unis)                     | ?       | Alfred Chapin           | 6-4, 6-0, 6-0            |
| 62  | 1925  | 9 juillet   | Chevy Chase Maryland Championships (États-Unis)        | ?       | Alfred Chapin           | 5-7, 6-1, 7-5, 6-0       |
| 63  | 1925  | 11 juillet  | Providence Rhode Island State (États-Unis)             | Tb      | Arnold Jones            | 6-2, 6-3, 6-3            |
| 64  | 1925  | 19 juillet  | Saint-Louis U.S. Clay Court (États-Unis)               | Tb      | George Lott             | 3-6, 6-3, 2-6, 6-2, 8-6  |
| 65  | 1925  | 26 juillet  | Skokie Illinois State Championships (États-Unis)       | ?       | William Johnston        | 6-4, 6-3, 9-7            |
| 66  | 1925  | 20 sep.     | US Championships (Forest Hills) (États-Unis)           | He      | William Johnston        | 4-6, 11-9, 6-3, 4-6, 6-3 |
| 67  | 1926  | 6 février   | Brooklyn Heights Casino Indoor (États-Unis)            | B ?     | Vincent Richards        | 6-3, 6-4, 11-9           |
| 68  | 1926  | 3 avril     | Augusta South Atlantic Championships (États-Unis)      | ?       | Alfred Chapin           | 6-3, 6-8, 6-4, 2-6, 6-3  |
| 69  | 1926  | 10 avril    | Asheville Blue Ridge Championships (États-Unis)        | ?       | Alfred Chapin           | 3 sets à 2               |
| 70  | 1926  | 13 juin     | Hartford New England Championships (États-Unis)        | ?       | Alfred Chapin           | 6-3, 10-8, 9-7           |
| 71  | 1926  | 20 juin     | Philadelphie Middle States Championships (États-Unis)  | He ?    | Manuel Alonso           | 3 sets à 2               |
| 72  | 1926  | 12 juillet  | Détroit U.S. Clay Court (États-Unis)                   | Tb      | Brian Norton            | Forfait                  |
| 73  | 1926  | 24 juillet  | Brookline Longwood Bowl (États-Unis)                   | He      | Lewis White             | 6-3, 6-4, 6-3            |
| 74  | 1926  | 15 août     | Rye Southern New York (États-Unis)                     | ?       | Vincent Richards        | 4-6, 6-4, 7-5, 6-2       |
| 75  | 1926  | 21 août     | Southampton New York Meadow Club (États-Unis)          | He      | Brian Norton            | 6-4, 4-6, 6-4, 7-5       |
| 76  | 1926  | 28 août     | Newport Casino Trophy (États-Unis)                     | He      | Alfred Chapin           | 3-6, 6-4, 6-0, 8-6       |
| 77  | 1926  | 19 déc.     | Philadelphie Pennsylvania AC Tournament (États-Unis)   | ?       | Manuel Alonso           | 6-1, 6-3, 6-4            |
| 78  | 1927  | 6 mars      | Miami Beach South Florida (États-Unis)                 | ?       | Manuel Alonso           | 6-3, 7-9, 5-7, 6-4, 6-2  |
| 79  | 1927  | 12 mars     | Palm Beach Florida Championships (États-Unis)          | ?       | Manuel Alonso           | 7-5, 6-8, 3-6, 6-0, 6-4  |
| 80  | 1927  | 18 mars     | Ortega Southeastern Championships (États-Unis)         | ?       | George Lott             | 6-4, 6-1, 6-3            |
| 81  | 1927  | 1er avril   | Augusta South Atlantic Championships (États-Unis)      | ?       | George Lott             | 11-9, 0-6, 6-2, 6-1      |
| 82  | 1927  | 7 avril     | Asheville Blue Ridge Championships (États-Unis)        | ?       | George Lott             | 3 sets à 2               |
| 83  | 1927  | 15 avril    | Pinehurst North & South Tournament (États-Unis)        | ?       | George Lott             | 6-2, 7-5, 6-2            |
| 84  | 1927  | 24 juillet  | Détroit U.S. Clay Court (États-Unis)                   | Tb      | John Hennessey          | 6-4, 6-1, 6-2            |
| 85  | 1927  | 1eraoût     | Chicago Illinois State Championships (États-Unis)      | ?       | John Hennessey          | 5-7, 6-3, 6-2, 3-6, 8-6  |
| 86  | 1927  | 6 août      | Seabright Invitational (États-Unis)                    | He      | Francis Hunter          | 6-4, 6-1, 8-6            |
| 87  | 1927  | 13 août     | Southampton New York Meadow Club (États-Unis)          | He      | George Lott             | 6-2, 7-5, 6-2            |
| 88  | 1927  | 27 août     | Newport Casino Trophy (États-Unis)                     | He      | Manuel Alonso           | 5-7, 6-3, 9-7, 6-2       |
| 89  | 1927  | 9 octobre   | Los Angeles Southwest Championships (États-Unis)       | D ?     | Francis Hunter          | 6-2, 6-4, 6-2            |
| 90  | 1927  | 28 nov.     | Philadelphie Pennsylvania AC Tournament (États-Unis)   | ?       | Francis Hunter          | 8-6, 5-7, 2-1, ab.       |
| 91  | 1928  | 29 avril    | Ojai Valley California Championships (États-Unis)      | ?       | John Hennessey          | 6-2, 6-1, 6-0            |
| 92  | 1928  | 23 juin     | Queen's (Londres) Grass Court (Angleterre)             | He      | Francis Hunter          | 6-3, 6-2, 6-1            |
| 93  | 1929  | 9 juin      | Zurich Swiss Championships (Suisse)                    | Tb      | Francis Hunter          | 5-7, 6-4, 7-5, 3-6, 6-1  |
| 94  | 1929  | 16 juin     | Noordwijk Dutch Championships (Pays-Bas)               | Tb      | Francis Hunter          | 7-5, 6-3, 6-4            |
| 95  | 1929  | 17 août     | Rye Eastern Grass Court (États-Unis)                   | He      | Francis Hunter          | 6-2, 6-2, 10-8           |
| 96  | 1929  | 23 août     | Newport Casino Trophy (États-Unis)                     | He      | George Lott             | 6-2, 3-6, 6-4, 5-7, 6-3  |
| 97  | 1929  | 15 sep.     | US Championships (Forest Hills) (États-Unis)           | He      | Francis Hunter          | 3-6, 6-3, 4-6, 6-2, 6-4  |
| 98  | 1930  | 13 janvier  | Monte-Carlo Country Club Tournament (Monaco)           | ?       | George Lyttleton-Rogers | 7-5, 6-1, 6-8, 6-0       |
| 99  | 1930  | 25 janvier  | Cannes New Courts Championships (France)               | ?       | Giorgio De Stefani      | 6-1, 6-4, 6-1            |
| 100 | 1930  | 2 février   | Cannes Galia Championships (France)                    | ?       | Herman von Artens       | 6-0, 6-2, 6-0            |
| 101 | 1930  | 18 février  | Nice South of France Championships (France)            | ?       | George Lyttleton-Rogers | 4-6, 8-6, 6-1, 5-7, 6-0  |
| 102 | 1930  | 2 mars      | Monte-Carlo Butler Trophy Cup (Monaco)                 | ?       | Henry Austin            | 6-4, 6-1, 6-1            |
| 103 | 1930  | 9 mars      | Menton Riviera Championships (France)                  | ?       | Jacques Brugnon         | 10-8, 7-5, 3-6, 4-6, 6-1 |
| 104 | 1930  | 16 mars     | Nice First Meeting (France)                            | ?       | Giorgio De Stefani      | 6-0, 6-4, 6-2            |
| 105 | 1930  | 24 mars     | Cannes Côte d'Azur Championships (France)              | ?       | Giorgio De Stefani      | 6-4, 6-3, 6-4            |
| 106 | 1930  | 6 avril     | Saint-Raphaël Championships (France)                   | ?       | Wilbur Coen             | ?                        |
| 107 | 1930  | 13 avril    | Juan-les-Pins Championships (France)                   | Tb ?    | Wilbur Coen             | 4-6, 6-1, 6-2, 6-3       |
| 108 | 1930  | 21 avril    | Beaulieu Second Meeting (France)                       | Tb ?    | Wilbur Coen             | ?                        |
| 109 | 1930  | 27 avril    | Monte-Carlo Third Meeting (Monaco)                     | Tb      | Daniel Le Sueur         | 6-1, 6-2, 6-3            |
| 110 | 1930  | 4 mai       | Milan Italian Championships (Italie)                   | Tb      | Umberto de Morpurgo     | 6-1, 6-1, 6-2            |
| 111 | 1930  | 11 mai      | Vienne Austrian Championships (Autriche)               | Tb      | Franz-Wilhelm Matejka   | 3 sets à 0               |
| 112 | 1930  | 9 juin      | Berlin German Championships (Allemagne)                | Tb      | Daniel Prenn            | 7-5, 8-6, 1-6, 7-5       |
| 113 | 1930  | 4 juillet   | Wimbledon (Angleterre)                                 | He      | Wilmer Allison          | 6-3, 9-7, 6-4            |
| 114 | 1930  | 13 juillet  | Noordwijk Dutch Championships (Pays-Bas)               | Tb      | Roderich Menzel         | 8-6, 6-8, 6-3, 6-4       |
| 115 | 1930  | 23 août     | Newport Casino Trophy (États-Unis)                     | He      | Wilmer Allison          | 6-1, 0-6, 5-7, 6-2, 6-4  |

### Titres Professionnels (1931-1939) (15)
|    | Année | Date            | Nom et lieu du tournoi                         | Surface | Finaliste        | Score                   |
| -- | ----- | --------------- | ---------------------------------------------- | ------- | ---------------- | ----------------------- |
| 1  | 1931  | 13-17 mai       | Philadelphie U.S. Pro Indoor (États-Unis)      | B ?     | Vincent Richards | 6-4, 5-7, 7-5, 6-2      |
| 2  | 1931  | 28-31 mai       | Boston Longwood Bowl Round Robin (États-Unis)  | B       | ?                | ?                       |
| 3  | 1931  | 6-12 juillet    | US Pro Championships Forest Hills (États-Unis) | He      | Vincent Richards | 7-5, 6-2, 6-1           |
| 4  | 1933  | 22-24 septembre | Paris First Meeting (France)                   | Tb      | Henri Cochet     | 6-2, 6-4, 6-2           |
| 5  | 1933  | 25-31 décembre  | Philadelphie U.S. Pro Indoor (États-Unis)      | B ?     | Vincent Richards | 6-4, 6-1, 6-2           |
| 6  | 1934  | 22-24 juin      | Détroit Great Lakes Pro (États-Unis)           | ?       | Karel Koželuh    | ?                       |
| 7  | 1934  | 14-16 septembre | Lyon Pro Championships (France)                | ?       | Henri Cochet     | ?                       |
| 8  | 1934  | 21-23 septembre | Paris French Pro Championships (France)        | Tb      | Martin Plaa      | 6-2, 6-4, 7-5           |
| 9  | 1934  | 27-30 septembre | Southport Pro Championships (Angleterre)       | He      | Martin Plaa      | 6-4, 7-5, 6-2           |
| 10 | 1935  | 30 mai-2 juin   | South Orange American Pro (États-Unis)         | ?       | George Lott      | 8-6, 6-1, 6-2           |
| 11 | 1935  | août            | Le Touquet Pro Championships (France)          | Tb ?    | ?                | ?                       |
| 12 | 1935  | 10-16 septembre | US Pro Championships Brooklyn (États-Unis)     | He      | Karel Koželuh    | 0-6, 6-1, 6-4, 0-6, 6-4 |
| 13 | 1937  | 26-30 juillet   | La Baule Pro Championships (France)            | Tb ?    | Robert Ramillon  | ?                       |
| 14 | 1937  | 13-19 septembre | Berlin German Pro Championships (Allemagne)    | Tb      | Hans Nüsslein ?  | ?                       |
| 15 | 1938  | 4-10 juillet    | Glasgow Scottish Pro Championships (Écosse)    | He      | Hans Nüsslein    | ?                       |

### Finales perdues Amateurs (1918-1930) (24)
|    | Année | Date       | Nom et lieu du tournoi                                | Surface | Vainqueur        | Score                     |
| -- | ----- | ---------- | ----------------------------------------------------- | ------- | ---------------- | ------------------------- |
| 1  | 1918  | 4 sep.     | US Championships (Forest Hills) (États-Unis)          | He      | Robert Murray    | 6-3, 6-1, 7-5             |
| 2  | 1919  | 5 avril    | New York U.S. Indoor Championships (États-Unis)       | B ?     | Vincent Richards | 3-6, 6-3, 6-8, 6-1, 6-4   |
| 3  | 1919  | 19 juillet | Chicago U.S. Clay Court (États-Unis)                  | Tb      | William Johnston | 6-0, 6-1, 4-6, 6-2        |
| 4  | 1919  | 5 sep.     | US Championships (Philadelphie) (États-Unis)          | He      | William Johnston | 6-4, 6-4, 6-3             |
| 5  | 1920  | 20 juin    | Queen's (Londres) Grass Court (Angleterre)            | He      | William Johnston | 4-6, 6-2, 6-4             |
| 6  | 1921  |            | Chicago Ch. Nord Ouest US (États-Unis)                |         | James Anderson   | 6-3, 5-7, 3-6, 6-1, 7-9   |
| 7  | 1921  | 23 juillet | Providence Rhode Island State (États-Unis)            | Tb      | Vincent Richards | 6-2, 6-1, 2-6, 6-0        |
| 8  | 1922  | 1er avril  | Philadelphie Middle States Covered Court (États-Unis) | B ?     | Vincent Richards | 2-6, 6-1, 6-4             |
| 9  | 1922  | 14 mai     | Berkeley Pacific Coast (États-Unis)                   | ?       | William Johnston | 7-5, 7-9, 6-1, 6-0        |
| 10 | 1922  | 19 juin    | Hartford New England Championships (États-Unis)       | ?       | Vincent Richards | 4-6, 3-6, 6-2, 6-3, 6-3   |
| 11 | 1923  | 9 juillet  | Chicago Illinois State Championships (États-Unis)     | ?       | Manuel Alonso    | 8-6, 11-13, 6-3, 6-1      |
| 12 | 1924  | 25 février | Buffalo Indoor Championships (États-Unis)             | B ?     | Manuel Alonso    | 6-4, 1-6, 6-1, 3-6, 6-4   |
| 13 | 1925  | 31 mai     | Mountain Station Orange Club (États-Unis)             | He ?    | Vincent Richards | 4-6, 6-1, 7-5, 6-4        |
| 14 | 1926  | 15 mars    | Jacksonville Southeastern Championships (États-Unis)  | ?       | Vincent Richards | 6-8, 14-12, 4-6, 6-0, 6-4 |
| 15 | 1926  | 24 avril   | White Sulphur Springs Championships (États-Unis)      | ?       | Vincent Richards | 11-9, 6-2, 2-6, 3-6, 6-3  |
| 16 | 1926  | 4 juin     | New Haven Connecticut Championships (États-Unis)      | ?       | Alfred Chapin    | 8-6, 6-4, 7-5             |
| 17 | 1926  | 1eraoût    | Rye Metropolitan Grass Court (États-Unis)             | He      | Vincent Richards | 6-3, 6-4, 4-6, 6-3        |
| 18 | 1927  | 24 mars    | Ormond Beach Halifax Championships (États-Unis)       | ?       | George Lott      | 6-3, 0-6, 7-5, 6-3        |
| 19 | 1927  | 4 juin     | Roland-Garros French Championships (France)           | Tb      | René Lacoste     | 6-4, 4-6, 5-7, 6-3, 11-9  |
| 20 | 1927  | 17 sep.    | US Championships (Forest Hills) (États-Unis)          | He      | René Lacoste     | 11-9, 6-3, 11-9           |
| 21 | 1929  | 13 février | Brooklyn Heights Casino Indoor (États-Unis)           | B ?     | John Van Ryn     | 6-1, 6-4, 6-2             |
| 22 | 1929  | 13 octobre | Londres Covered Court Championships (Angleterre)      | B ?     | Jean Borotra     | 10-8, 9-7                 |
| 23 | 1930  | 5 janvier  | Paris Coupe de Noël (France)                          | B ?     | Jean Borotra     | 6-4, 6-2, 4-6, 6-1        |
| 24 | 1930  | 1erjuin    | Roland-Garros French Championships (France)           | Tb      | Henri Cochet     | 3-6, 8-6, 6-3, 6-1        |

### Finales non terminées ou annulées (Amateurs) (2)
|   | Année | Date    | Nom et lieu du tournoi                     | Adversaire     | Score        |
| - | ----- | ------- | ------------------------------------------ | -------------- | ------------ |
| 1 | 1929  | 23 juin | Queen's (Londres) Grass Court (Angleterre) | Francis Hunter | ------------ |
| 2 | 1930  | 30 mars | Cannes Championships of Cannes (France)    | Wilbur Coen    | ------------ |

- La première finale a été annulée probablement pour cause de pluie.
- Tilden a en revanche refusé de jouer la finale du tournoi de Cannes en raison de sa vieille amitié avec Coen. Les deux joueurs se partagent donc le titre[5].

### Finales perdues Professionnels (1931-1939) (10)
|    | Année | Date         | Nom et lieu du tournoi                            | Surface | Vainqueur       | Score                   |
| -- | ----- | ------------ | ------------------------------------------------- | ------- | --------------- | ----------------------- |
| 1  | 1934  | 2 juin       | Philadelphie Middle States Pro (États-Unis)       | He ?    | Ellsworth Vines | 6-3, 6-3, 6-4           |
| 2  | 1935  | 13 juillet   | Southport Pro Championships (Angleterre)          | He      | Ellsworth Vines | 6-1, 6-8, 4-6, 6-2, 6-2 |
| 3  | 1935  | 6 octobre    | Londres Wembley Pro Championships (Angleterre)    | B ? (i) | Ellsworth Vines | 6-1, 6-3, 5-7, 3-6, 6-3 |
| 4  | 1937  | 29 mai       | Londres Pro Coronation Plate (Angleterre)         | ?       | Hans Nüsslein   | 10-8, 6-3               |
| 5  | 1937  | 8 août       | Paris World Pro Championships (France)            | Tb      | Hans Nüsslein   | 6-2, 7-5, 6-0           |
| 6  | 1937  | 12 septembre | Scheveningen Dutch Pro Championships (Pays-Bas)   | Tb      | Hans Nüsslein   | ?                       |
| 7  | 1937  | 1eroctobre   | Londres Tournoi de tennis de Wembley (Angleterre) | B ? (i) | Hans Nüsslein   | 6-3, 3-6, 6-3, 2-6, 6-2 |
| 8  | 1938  | 27 octobre   | Copenhague Danish Pro Championships (Danemark)    | ?       | Hans Nüsslein   | 9-7, 6-1, 7-9, 1-6, 6-2 |
| 9  | 1939  | 7 août       | Southport Pro Championships (Angleterre)          | He      | Hans Nüsslein   | 6-2, 7-5, 6-4           |
| 10 | 1939  | 11 septembre | Paris French Pro Championships (France)           | Tb      | Hans Nüsslein   | 6-0, 6-1, 6-2           |

## Résultats sur les Championnats Professionnels du Tennis

### Wembley Pro
- Finaliste : 1935, 1937

### US Pro Championship
- Champion : 1931, 1935

### Roland-Garros Pro
- Champion : 1934
- Finaliste :1938